# Gustaf d'Albedyhll (militär)
Gustaf d'Albedyhll, född 15 november 1835 i Stockholm, död 28 juli 1905 i Södertälje, var en svensk friherre och militär.

## Biografi
d'Albedyhll blev kadett vid Krigsakademien på Karlberg 1850, utexaminerades 1854 och blev sekundlöjtnant vid Kunglig Majestäts flotta samma år. År 1855 blev han underlöjtnant vid Skaraborgs regemente, 1861 löjtnant där, generalstabsofficer samma år, kapten i regementet 1877 och vid regementet 1878 samt major 1885. d'Albedyhll befordrades till överstelöjtnant 1891 och var 1893–1898 överste och chef för Skaraborgs regemente, varpå han erhöll avsked med tillstånd att kvarstå som överste i armén. Han blev riddare av Svärdsorden 1878 och kommendör av Svärdsordens andra klass 1896.
Gustaf d'Albedyhll var son till Christer d'Albedyhll och Edla Wirsén. Den 12 maj 1865 ingick han äktenskap med Maria Vilhelmina Teodora Åkerman, som föddes 20 februari 1844 i Falu Kristine församling och avled 1 april 1932 i Engelbrekts församling i Stockholm samt var dotter till överdirektören Joachim Åkerman och Anna Charlotta Wihlborg. Makarna är gravsatta i hustruns föräldragrav på Norra kyrkogården i Stockholm.